# Lycosa wadaiensis
Lycosa wadaiensis este o specie de păianjeni din genul Lycosa, familia Lycosidae, descrisă de Roewer, 1960.
Este endemică în Chad. Conform Catalogue of Life specia Lycosa wadaiensis nu are subspecii cunoscute.